# Jaroslav Andrejs (sbormistr)
Jaroslav Andrejs (6. dubna 1919 Kamenice – 26. října 2009 Hradec Králové) byl český hudební skladatel a sbormistr.

## Životopis
Do roku 1951 pracoval v Gumokovu Hradec Králové. V tomto roce se stal vedoucím hudebního vysílání Českého rozhlasu Hradec Králové. Pro divadlo Vítězného února napsal hudbu ke hře Maxima Gorkého: Na dně, napsal také hudbu k muzikálu Filosofská historie podle stejnojmenné knihy Aloise Jiráska. Během působení v královéhradeckém studiu vytvořil cyklus pořadů o hudebních skladatelích východních Čech, zapsal přes 300 východočeských lidových písní, polovinu z nich upravil pro různé hudební soubory a odvysílal v rozhlase.
Od 50. let byl sbormistrem různých pěveckých sborů, v letech 1961–1971 byl kapelníkem vlastního tanečního souboru. V roce 1973 mu byla udělena Pamětní medaile k 25. výročí Vítězného února. V roce 1979 mu bylo uděleno vyznamenání Zasloužilý pracovník Čs. rozhlasu.

## Dílo
- Kralovehradecká polka
- Tanec z Vrchlabska
- Ruský kozáček
- Argentinské tango